# ITスキル標準
ITスキル標準（アイティースキルひょうじゅん、IT skill standard、ITSS）とは、経済産業省が定めている個人のIT関連能力を職種や専門分野ごとに明確化・体系化しIT人材に求められるスキルやキャリア（職業）を示した指標である。ITサービスの分野11職種38専門分野ごとに，最高7段階のスキル・レベルを設定している。それぞれのレベルについて、要求される業務経験や実務能力、知識を定義している。

## ITスキル標準でレベル設定されているITサービスの11分野
- マーケティング
- セールス
- コンサルタント
- ITアーキテクト
- プロジェクトマネジメント
- ITスペシャリスト
- アプリケーションスペシャリスト
- ソフトウェアデベロップメント
- カスタマサービス
- ITサービスマネジメント
- エデュケーション

## ITスキル標準と対応する資格試験
スキルレベル3以下は試験の合格によって判定される。スキルレベル4に関しては試験合格だけでなく実務経験も考慮される。スキルレベル5以上は試験では判定できないとされている。
| 段階          | クラス       | 人材像                                                     | 情報処理技術者試験 | その他資格試験 |
| ------------- | ------------ | ---------------------------------------------------------- | --- | --- |
| スキルレベル7 | スーパーハイ | 日本国内のハイエンドプレイヤーかつ世界で通用するプレイヤー | （なし） 実務経験で判定 | （なし） 実務経験で判定 |
| スキルレベル6 | スーパーハイ | 日本国内のハイエンドプレイヤー                             | （なし） 実務経験で判定 | （なし） 実務経験で判定 |
| スキルレベル5 | ハイ         | 企業内のハイエンドプレイヤー                               | （現在はなし） 実務経験で判定 | （なし） 実務経験で判定 |
| スキルレベル4 | ハイ         | 高度な知識、技能                                           | - 高度情報処理技術者試験 - 情報処理安全確保支援士 試験の合格だけでなく、実務経験も判定対象とする。                                         | - ITコーディネータ - CCIE - オラクルマスター（プラチナ級） - ITPS/M（マーケティングマネジメント） - ITPS/S（スーパーセールス） - ITPSマスター（ITPS/SとITPS/Mの両方を取得している場合の総称）                                          |
| スキルレベル3 | ミドル       | 応用的知識、技能                                           | - 応用情報技術者試験 かつてのソフトウェア開発技術者試験や第一種情報処理技術者試験を含む。                                                  | - マイクロソフト認定システムエンジニア(MCSE) - アップル認定システムアドミニストレータ(ACSA) - CCNP - LPICレベル3 - オラクルマスター（ゴールド級） - プロジェクトマネジメント・プロフェッショナル (PMP) - ITプランニングセールス（ITPS) |
| スキルレベル2 | ミドル       | 基本的知識、技能                                           | - 基本情報技術者試験（旧・第二種情報処理技術者試験） - 情報セキュリティマネジメント試験 - 初級システムアドミニストレータ試験（現在は廃止） | - CCNA - アップル認定テクニカルコーディネータ(ACTC) - LPICレベル2 - オラクルマスター（シルバー級） - 情報検定（J検）情報システム試験 - サーティファイ情報処理技術者能力認定試験2級                                                     |
| スキルレベル1 | エントリー   | 最低限求められる基礎知識                                   | - （ITパスポート試験） | - CompTIA - LPICレベル1 - オラクルマスター（ブロンズ級） - ITILファンデーション - 情報検定（J検）情報活用試験 - サーティファイ情報処理技術者能力認定試験3級                                                                            |

## ITSS+(プラス)
2017年4月にセキュリティ領域とデータサイエンス領域のスキル標準がITSS+として公開された。セキュリティ領域は国家資格（情報処理安全確保支援士）が想定する業務を包含している。データサイエンス領域は情報処理推進機構と一般社団法人データサイエンティスト協会スキル委員会の協業により策定された。
- 情報処理安全確保支援士（RISS）
- データサイエンティスト